# Olympische Sommerspiele 1896/Gewichtheben – Beidarmig (Männer)
Das Beidarmige Gewichtheben bei den Olympischen Spielen 1896 in Athen fand am 7. April im Panathinaiko-Stadion statt. 
Es gab bei diesem Wettkampf keine Gewichtsbeschränkung. Jeder Athlet hatte drei Versuche, nachdem jeder diese absolviert hatte, erhielten die drei Athleten mit den besten Resultat drei weitere Versuche. 
Es durften beide Arme zum Heben der Gewichte benutzt werden, der Wettbewerb ist mit dem heutigen Stoßen vergleichbar. 
Der Däne Viggo Jensen und der Brite Launceston Elliot hoben beide 111,5 kg. Jensen wurde jedoch von Prinz Georg zum Sieger erklärt, da er bei gleicher Leistung wie Elliot einen „besseren“ Stil hatte und Elliot einen Ausfallschritt nach vorn machte. Aufgrund dessen gab es einen Protest der britischen Delegation, wodurch jeder der beiden Athleten weitere Versuche erhielt. Jensen verletzte sich bei einem dieser Versuche leicht, jedoch konnte keiner ein besseres Resultat erzielen. Somit blieb es bei der vorherigen Entscheidung und Jensen wurde zum ersten Olympiasieger im Gewichtheben gekürt. 

## Ergebnis
| Rang | Athlet              | Nation          | Gewicht  | Anmerkung |
| ---- | ------------------- | --------------- | -------- | --------- |
| 1    | Viggo Jensen        | Dänemark        | 111,5 kg | OR        |
| 2    | Launceston Elliot   | Großbritannien  | 111,5 kg |           |
| 3    | Sotirios Versis     | Griechenland    | 90,0 kg  |           |
| 4    | Giorgos Papasideris | Griechenland    | 90,0 kg  |           |
| 4    | Carl Schuhmann      | Deutsches Reich | 90,0 kg  |           |
| 6    | Momcsilló Tapavicza | Ungarn          | 80,0 kg  |           |